# Фернандо Колунга
Фернандо Колунга Оліварес (ісп. Fernando Colunga Olivares; нар. 3 березня 1966, Мехіко) — мексиканський актор театру, кіно та телебачення.

## Життєпис
Народився 3 березня 1966 року у Мехіко в родині інженера Фернандо Колунга та Маргарити Оліварес, де був єдиною дитиною. Вивчав інженерну справу, потім працював барменом, клерком та продавцем автомобілів, допоки не почав грати у театрі. 1988 року працював дублером актора Едуардо Яньєса на зйомках теленовели «Солодкий виклик» (в основному у сценах з мотоциклами), після чого з'явився у незначних ролях в кількох серіалах та фільмах. 1993 року зіграв першу помітну роль у теленовелі «За мостом» з Марією Сорте у головній ролі. Наступного року з'явився у другорядній ролі в музичному фільмі «Поцілунок в губи» з Пауліною Рубіо. 1995—1996 роках разом з Талією виконав головні ролі у теленовелі «Марія з передмістя», римейку серіалу «Багаті теж плачуть» з Веронікою Кастро та Рохеліо Герра, після чого зіграв головні ролі у теленовелах «Есмеральда» (1997) з Летисією Кальдерон та «Узурпаторка» (1998) з Габріелою Спанік.
2001 року роль у теленовелі «Обійми мене міцніше» принесла йому премії TVyNovelas та ACE у категорії Найкращий актор. Наступним успіхом стала роль у теленовелі «Справжнє кохання», де він зіграв з Аделою Нор'єга, і яка знову принесла йому премії TVyNivelas та ACE як Найкращому акторові. У 2005—2006 роках за роль у серіалі «Світанок», де його партнерками стали Лусеро і Даніела Ромо, знову отримав премії TVyNivelas та ACE як Найкращий актор. У 2010 році разом з Лусеро та Габріелою Спанік зіграв у теленовелі «Я твоя хазяйка», за яку знову був нагороджений премією TVyNovelas як Найкращий актор. 2015 року разом з Едуардо Яньєсом виконав головні ролі у кінокомедії «Бандити» американського режисера Джо Менендеса. 2016 року отримав премію TVyNovelas у категорії Найкращий лиходій за роль у серіалі «Пристрасть та влада».
Актор не був одружений і не має дітей.

## Вибрана фільмографія
| Рік       |   | Українська назва                 | Оригінальна назва              | Роль                                         |
| --------- | - | -------------------------------- | ------------------------------ | -------------------------------------------- |
| 1991      | с | Матері-егоїстки                  | Madres egoístas                | Хорхе                                        |
| 1992—1993 | с | Марія Мерседес                   | María Mercedes                 | Чічо                                         |
| 1993      | с | Маріанела                        | Marianela                      | Пабло                                        |
| 1993—1994 | с | За мостом                        | Màs allá del puente            | Валеріо Рохас                                |
| 1994      | с | Марімар                          | Marimar                        | Адріан Росалес                               |
| 1994      | с | Жінка, випадки з реального життя | Mujer, casos de la vida real   | 1 епізод                                     |
| 1995      | ф | Поцілунок в губи                 | Bésame en la boca              | Артуро                                       |
| 1995      | с | Алондра                          | Alondra                        | лейтенант Рауль Гутьєррес                    |
| 1995—1996 | с | Марія з передмістя               | María la del barrio            | Луїс Фернандо де ла Вега Монтенегро          |
| 1997      | с | Есмеральда                       | Esmeralda                      | Хосе Армандо Пеньярреаль                     |
| 1998      | с | Узурпаторка                      | La usurpadora                  | Карлос Даніель Брачо                         |
| 2000—2001 | с | Обійми мене міцніше              | Abrázame muy fuerte            | Карлос Мануель Ріверо                        |
| 2003      | с | Справжнє кохання                 | Amor real                      | Мануель Фуентес Герра                        |
| 2005—2006 | с | Світанок                         | Alborada                       | Луїс Манріке Арельяно                        |
| 2007—2008 | с | Пристрасть                       | Pasión                         | Рікардо де Саламанка Альмонте                |
| 2008—2009 | с | Завтра – це назавжди             | Mañana es para siempre         | Едуардо Хуарес Крус / Франко Санторо         |
| 2010      | с | Я твоя хазяйка                   | Soy tu dueña                   | Хосе Мігель Монтесінос                       |
| 2012—2013 | с | Тому що кохання вирішує все      | Porque el amor manda           | Хесус Гарсія                                 |
| 2015      | ф | Бандити                          | Ladrones                       | Алехандро Толедо                             |
| 2015      | ф | Денні Коллінз                    | Danny Collins                  | Фернандо                                     |
| 2015—2016 | с | Пристрасть та влада              | Pasión y poder                 | Еладіо Гомес Луна Альтамірано                |
| 2022      | с | Таємниця родини Ґреко            | El secreto de la familia Greco | Акілес Греко                                 |
| 2023      | с | Прокляття                        | El maleficio                   | Енріке де Мартіно                            |
| 2024      | с | Граф: Кохання і честь            | El Conde: amor y honor         | Алехандро Гайтан / граф Хоакін де Монтенегро |

## Нагороди та номінації
TVyNovelas Awards
- 1994 — Номінація на найкращу чоловічу роль — відкриття (За мостом).
- 1998 — Номінація на найкращого актора (Есмеральда).
- 1999 — Номінація на найкращого актора (Узурпаторка).
- 2001 — Найкращий актор (Обійми мене міцніше).
- 2001 — Номінація на найкращий поцілунок (спільно з Араселі Арамбула) (Обійми мене міцніше).
- 2004 — Найкращий актор (Справжнє кохання).
- 2006 — Найкращий актор (Світанок).
- 2011 — Найкращий актор (Я твоя хазяйка).
- 2016 — Найкращий лиходій (Пристрасть та влада).

ACE Awards
- 2001 — Найкращий актор у телепостановці (Обійми мене міцніше).
- 2004 — Найкращий актор у телепостановці (Справжнє кохання).
- 2007 — Найкращий актор у телепостановці (Світанок).